# شوكة حمم بركانية

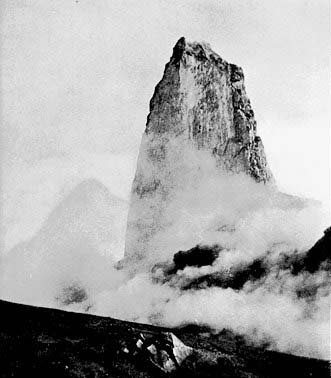
شوكة حمم في قمة جبل بيليه عام 1902

شوكة الحمم (أو برج الحمم ) هو نمو رأسي للحمم البركانية الصلبة التي دُفِعَت من فوهة البركان. يمكن تشكيل شوكة الحمم إما عن طريق دفع الحمم اللزجة ببطء خارج فوهة البركان أو من الصهارة التي تصلبت داخل فوهة البركان قبل دفعها للخارج. 
في فبراير 1983، بلغ نشاط جبل سانت هيلين ذروته، مشكلا شوكة حمم بلغ ارتفاعها حوالي 100 قدم (30 م) ثم انهرات بعد أسبوعين، ولكن في عام 2005، ظهرت شوكة حمم أخرى (وسميت الحوت ) وانهارت في يوليو 2005. وفي تشرين الثاني (نوفمبر) 2005، ظهرت شوكة حمم جديدة سميت «البلاطة» وظلت تنمو بشكل مستمر حتى أواخر عام 2006، ومع أنها انهارت تحت تأثير وزنها، إلا أن نموها توقف أخيرًا في يناير 2008، عندما انتهى ثوران جبل سانت هيلين.
مثال آخر هو شوكة الحمم التي ظهرت على قبة الحمم البركانية لبركان سوفريير هيلز في مونتسيرات قبل ثوران البركان في عام 1997.
يمكن أن يشار إلى الدياتريم على أنه شوكة حمم، مثل شوكة حمم ماونت بيلي في عام 1902. 

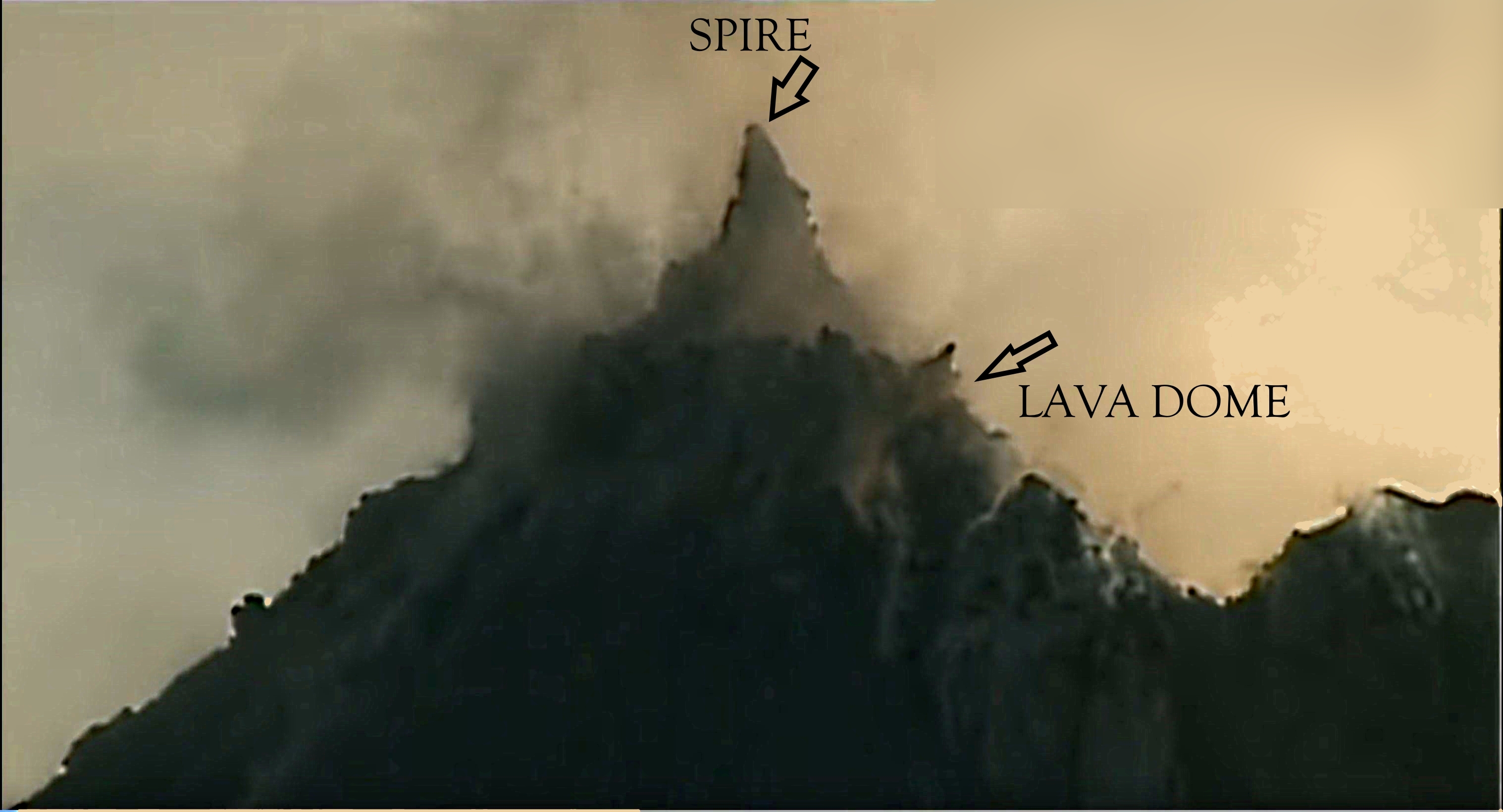
شوكة حمم بركانية spire تظهر فوق قبة حمم بركانية lava dome لبركان سوفرير هيلز.